# Rafelguaraf
Rafelguaraf és un municipi del País Valencià situat a la comarca de la Ribera Alta.
Limita amb Carcaixent, l'Ènova i la Pobla Llarga (a la mateixa comarca); amb Barxeta i Xàtiva (a la Costera); i amb Simat de la Valldigna (a la comarca de la Safor).

## Geografia
Situat entre el riu Albaida i la serra de Serratilla. El relleu està accidentat per les seues parts sud i est, on s'eleven les muntanyes de Pérez, els tossals de la Penya Roja i Barxilla i altres de menor importància, com ara els de Benigame i el Serral.
Els principals accidents hidrogràfics són el barranc del Poble i el de Matilde, així com altres menors anomenats de la Mina i Cabol.
Les zones nord i oest, més pròximes al riu Albaida, les aigües del qual s'aprofiten per al reg, presenten poques elevacions i són les dedicades a cultius.

### Nuclis de població

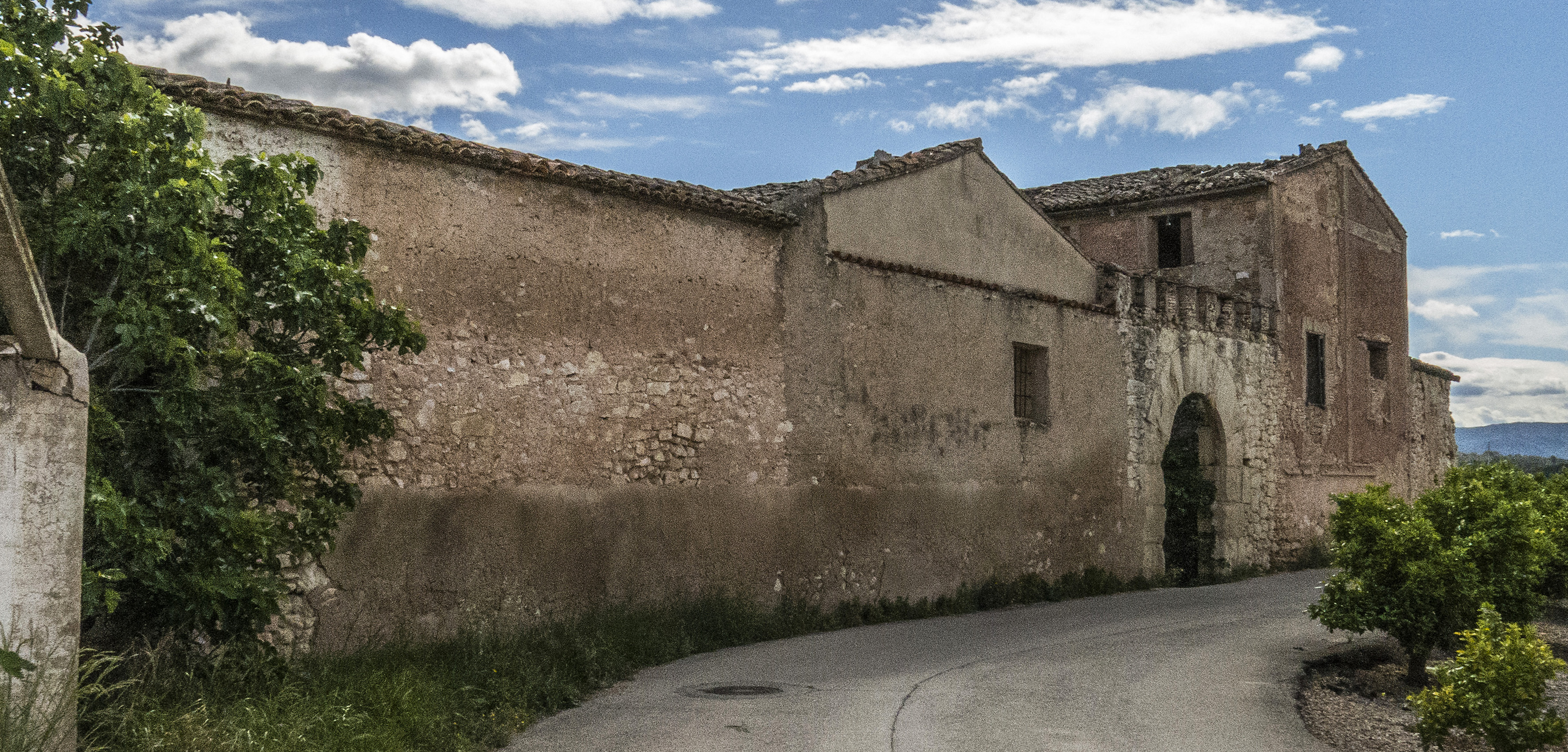
Berfull
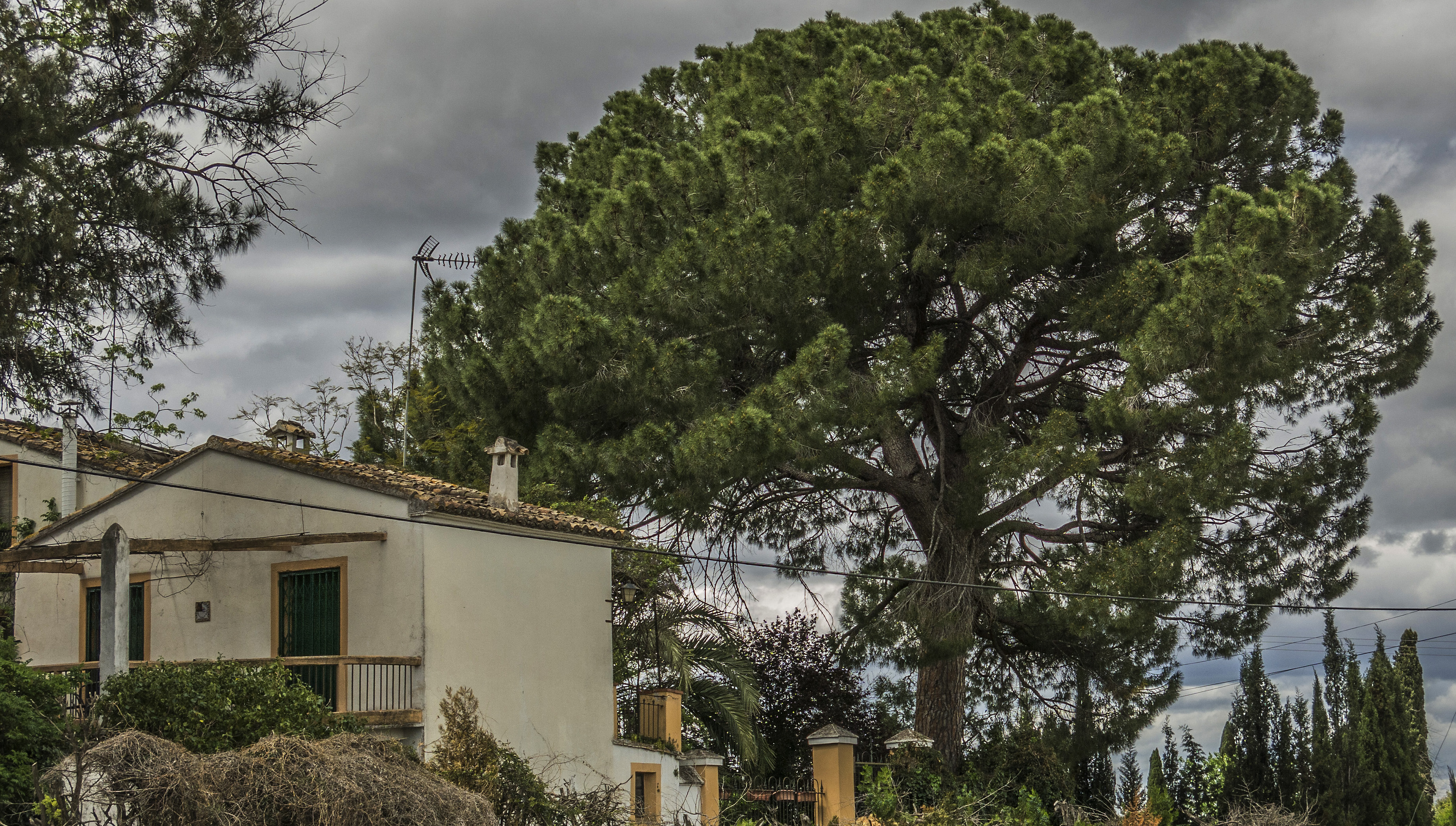
Hort del Pi (Riurau)

- Rafelguaraf
- el Riurau
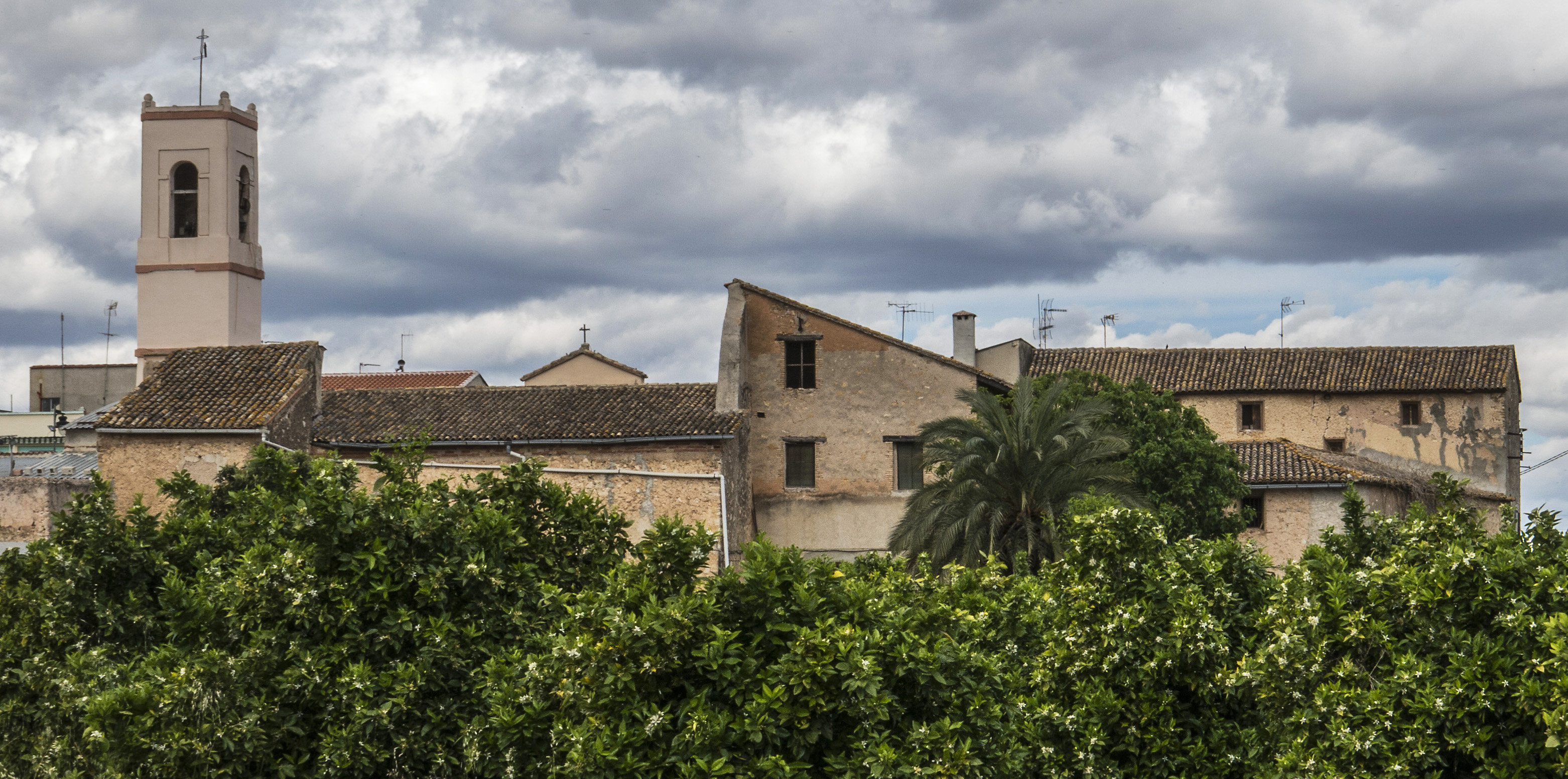
Tossalnou

- Berfull
- Hort del Pi (Riurau)
- Tossalnou

## Història
S'han trobat algunes restes de l'Eneolític, però Rafelguaraf era una alqueria islàmica que després de la conquesta mantingué tota la població morisca; fou senyoriu del comte de Cirat, del comte del Castellar i de l'Hospital General de València; durant la revolta de les Germanies, el virrei va aposentar-hi el seu exèrcit camí de Xàtiva. L'expulsió morisca deixà Rafelguaraf totalment despoblat (122 dels seus pobladors embarcaren a Dénia cap a l'exili). El 6 de juliol de 1626 Joana Eslava, comtessa del Castellar, atorgà carta pobla; durant la guerra de Successió es va donar la curiosa circumstància que el senyor de Rafelguaraf va donar suport als botiflers mentre que el de Berfull, aleshores encara independent de Rafelguaraf, donava suport als maulets. El 24 d'agost de 1846 va afegir-se Berfull i el 26 de juny de 1870 el Tossalet. Segons Cavanilles, l'any 1795 produïa arròs, dacsa, blat, seda i hortalisses; a mitjan segle xix es va començar a conrear el taronger; en 1871 es van desamortitzar els béns comunals del municipi, que passaren a les mans dels Reig Bigné.

## Demografia
| 1990  | 1992  | 1994  | 1996  | 1998  | 2000  | 2002  | 2004  | 2006  | 2007  | 2011  |
| ----- | ----- | ----- | ----- | ----- | ----- | ----- | ----- | ----- | ----- | ----- |
| 2.432 | 2.440 | 2.455 | 2.478 | 2.453 | 2.406 | 2.359 | 2.398 | 2.390 | 2.453 | 2.532 |

## Economia
En la zona conreada predomina el regadiu amb taronges, blat de moro, hortalisses i fins a dates recents l'arròs. En secà només mereix destacar les oliveres. La ramaderia és poc important.
El sector industrial es limita a la confecció d'objectes de vímet i filats, però en tan petites proporcions que resulten insuficients per a acaparar tota la mà d'obra disponible, registrat certa emigració cap a altres zones industrials.

## Política i Govern

### Composició de la Corporació Municipal
El Ple de l'Ajuntament està format per 11 regidors. En les eleccions municipals de 28 de maig de 2023 foren elegits 7 regidors del Partit Socialista del País Valencià (PSPV-PSOE), 3 del Partit Popular (PP) i 1 de Vox.
| Eleccions municipals de 28 de maig de 2023 - Rafelguaraf                                                                           |                                          |                                     |                                     |        |          |          |
| Candidatura | Candidatura                              | Candidatura                         | Cap de llista                       | Vots   | Vots     | Regidors |
| | Partit Socialista del País Valencià-PSOE |                                     | Rafaela Aliaga Sendra               | 890    | 58,28%   | 7 (-1)   |
| | Partit Popular                           |                                     | María Isabel Cercenado Sendra       | 436    | 28,55%   | 3 ()     |
| | Vox                                      |                                     | José Vicente Fayos Vidal            | 201    | 13,16%   | 1 (+1)   |
| | Vots en blanc                            |                                     |                                     | 18     | 1,2%     |          |
| Total vots vàlids i regidors | Total vots vàlids i regidors             | Total vots vàlids i regidors        | Total vots vàlids i regidors        | 1.545  | 100 %    | 11       |
| | Vots nuls                                | Vots nuls                           | Vots nuls                           | 25     | 1,6%     |          |
| Participació (vots vàlids més nuls)                                                                                                | Participació (vots vàlids més nuls)      | Participació (vots vàlids més nuls) | Participació (vots vàlids més nuls) | 1.570  | 81,89%** |          |
| Abstenció | Abstenció                                | Abstenció                           | Abstenció                           | 347*   | 18,1%**  |          |
| Total cens electoral | Total cens electoral                     | Total cens electoral                | Total cens electoral                | 1.915* | 100 %**  |          |
| Alcaldessa: Rafaela Aliaga Sendra (PSPV) (17/06/2023) Per majoria absoluta dels vots dels regidors (8 vots de PSPV)                |                                          |                                     |                                     |        |          |          |
| Fonts: JEC, JEZ Xàtiva, Generalitat Valenciana, À Punt. (* No són vots sinó electors. ** Percentatge respecte del cens electoral.) |                                          |                                     |                                     |        |          |          |

### Alcaldes
Des de 2015 l'alcaldessa de Rafelguaraf és Rafaela Aliaga Sendra de PSPV.
| Període                       | Alcalde o alcaldessa                        | Partit polític | Data de possessió     | Observacions       |
| ----------------------------- | ------------------------------------------- | -------------- | --------------------- | ------------------ |
| 1979–1983                     | Federico Merín Fayos                        | UCD            | 19/04/1979            | --                 |
| 1983–1987                     | Julio Fuster Navarro Carlos Merín Garcia    | PSPV-PSOE      | 28/05/1983 25/02/1984 | n/d --             |
| 1987–1991                     | Carlos Merín Garcia                         | CDS            | 30/06/1987            | --                 |
| 1991–1995                     | Rafael Copovi Català                        | PSPV-PSOE      | 15/06/1991            | --                 |
| 1995–1999                     | Emilio Domènech Copovi Federico Tormo Vidal | UV-CCV PP      | 17/06/1995 24/06/1997 | Pacte de Govern -- |
| 1999–2003                     | Federico Tormo Vidal                        | PP             | 03/07/1999            | --                 |
| 2003–2007                     | Federico Tormo Vidal                        | PP             | 14/06/2003            | --                 |
| 2007–2011                     | Federico Tormo Vidal                        | PP             | 16/06/2007            | --                 |
| 2011–2015                     | Edelmiro Navarro Fogués                     | PSPV-PSOE      | 11/06/2011            | --                 |
| 2015–2019                     | Rafaela Aliaga Sendra                       | PSPV-PSOE      | 13/06/2015            | --                 |
| 2019-2023                     | Rafaela Aliaga Sendra                       | PSPV-PSOE      | 15/06/2019            | --                 |
| Des de 2023                   | Rafaela Aliaga Sendra                       | PSPV-PSOE      | 17/06/2023            | --                 |
| Fonts: Generalitat Valenciana |                                             |                |                       |                    |

## Monuments
- Ajuntament. Neoclàssic, de 1896.
- Església del Naixement del Senyor. Edificada en 1948 sobre l'anterior, cremada en la guerra de 1936-1939.
- Església del Tossalet
- Recinte emmurallat de Berfull

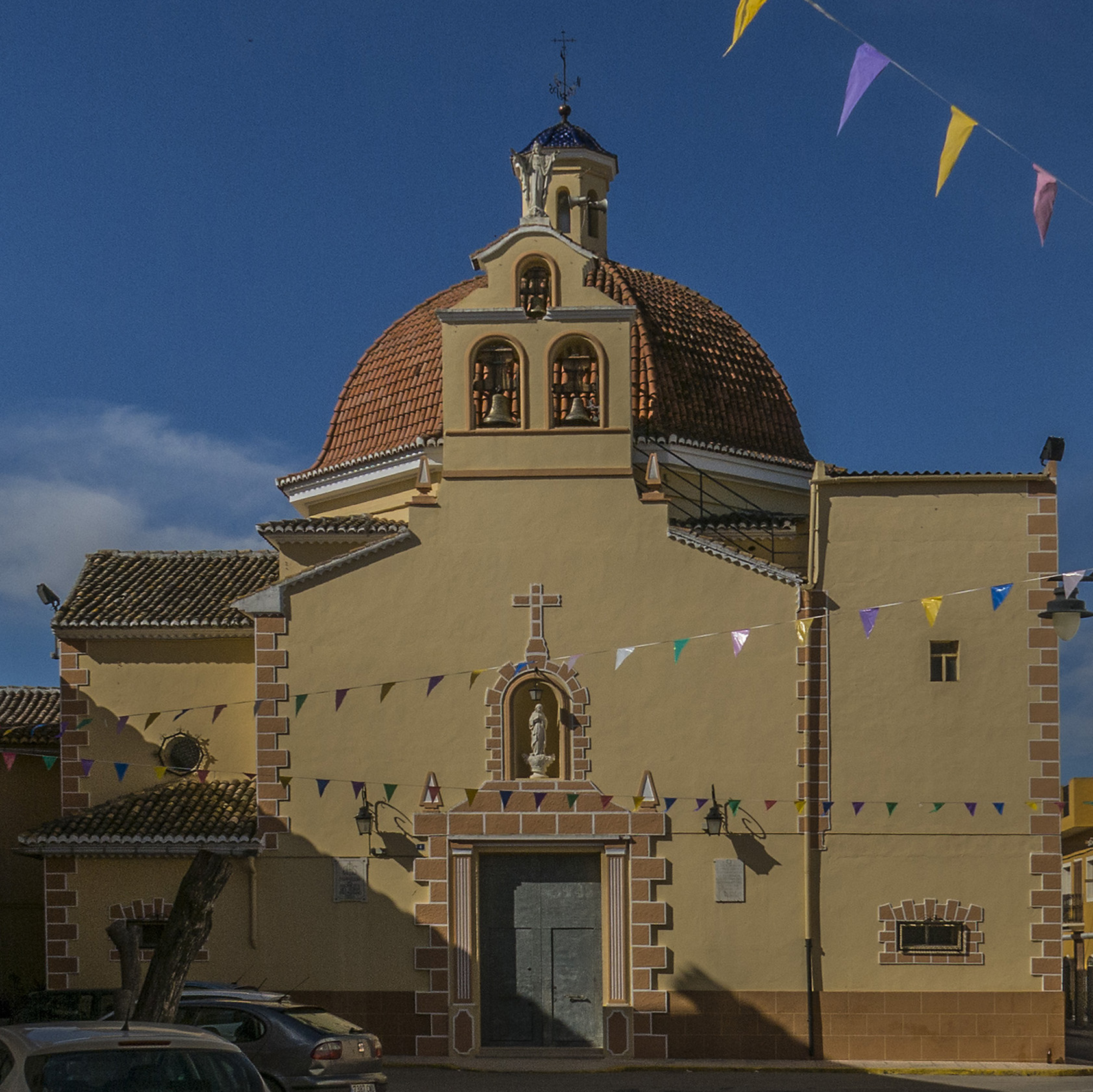
Església
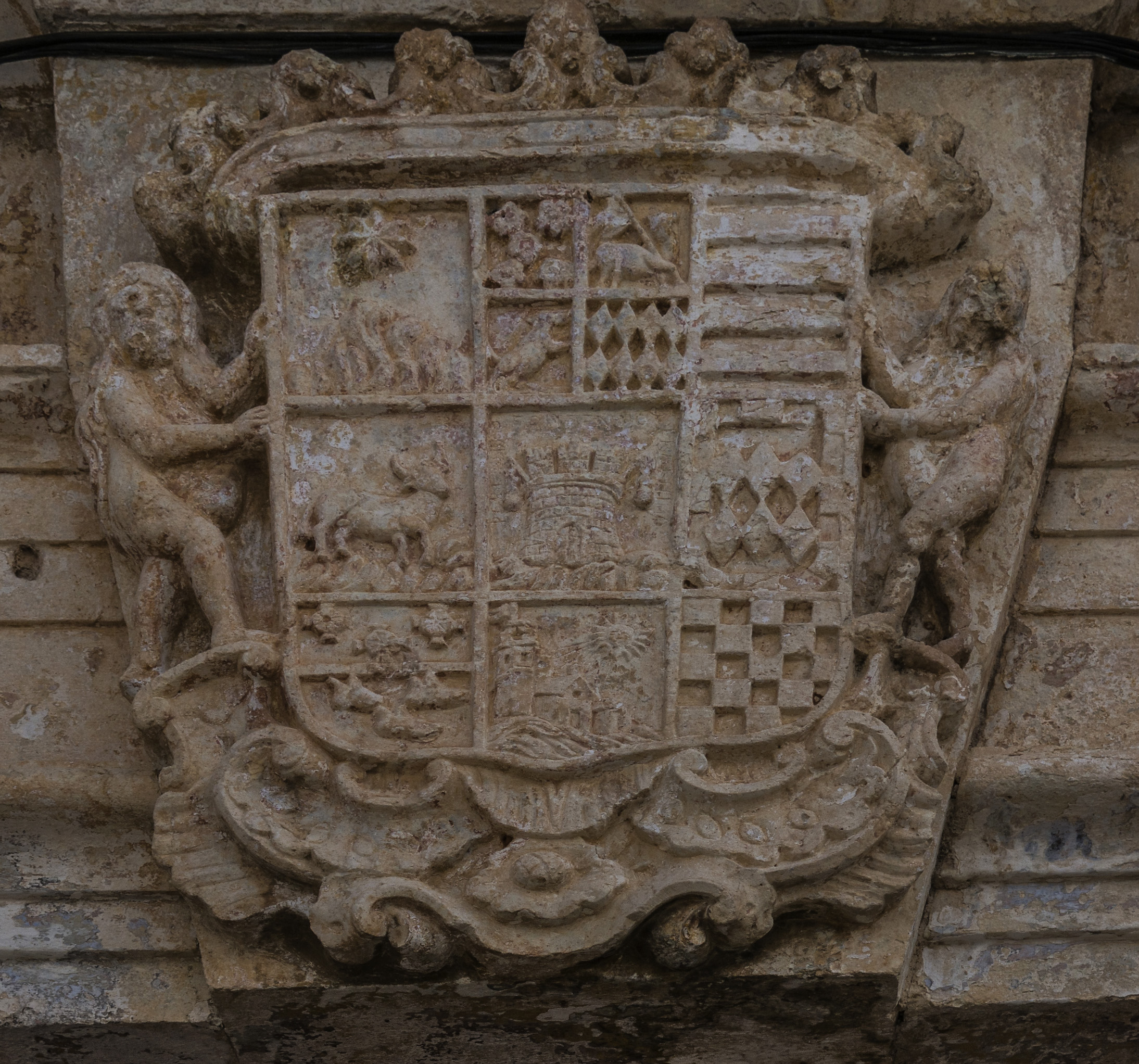
Escut de l'església del Tossalnou
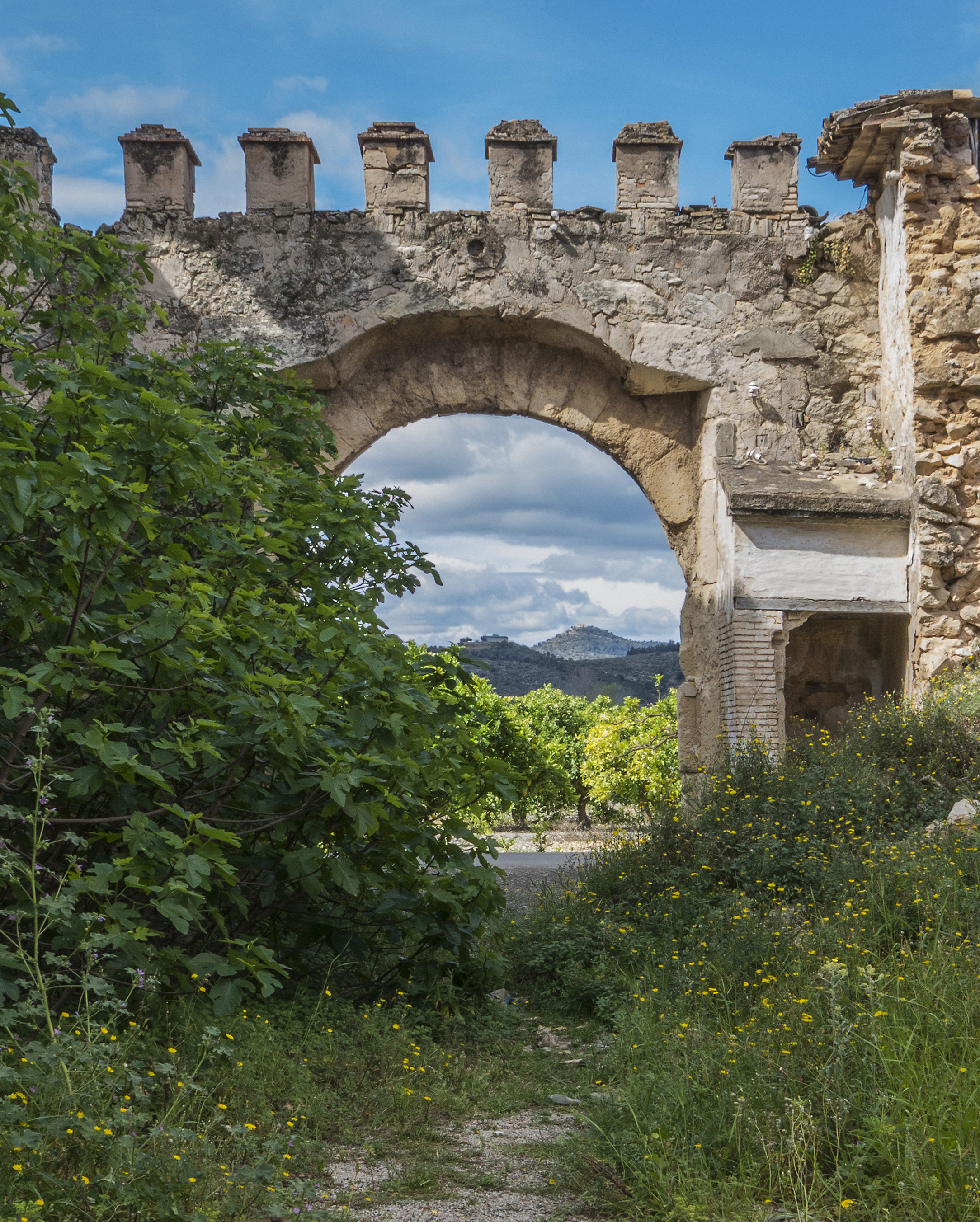
Berfull

## Festes
Del 4 al 7 d'agost són les Festes patronals.

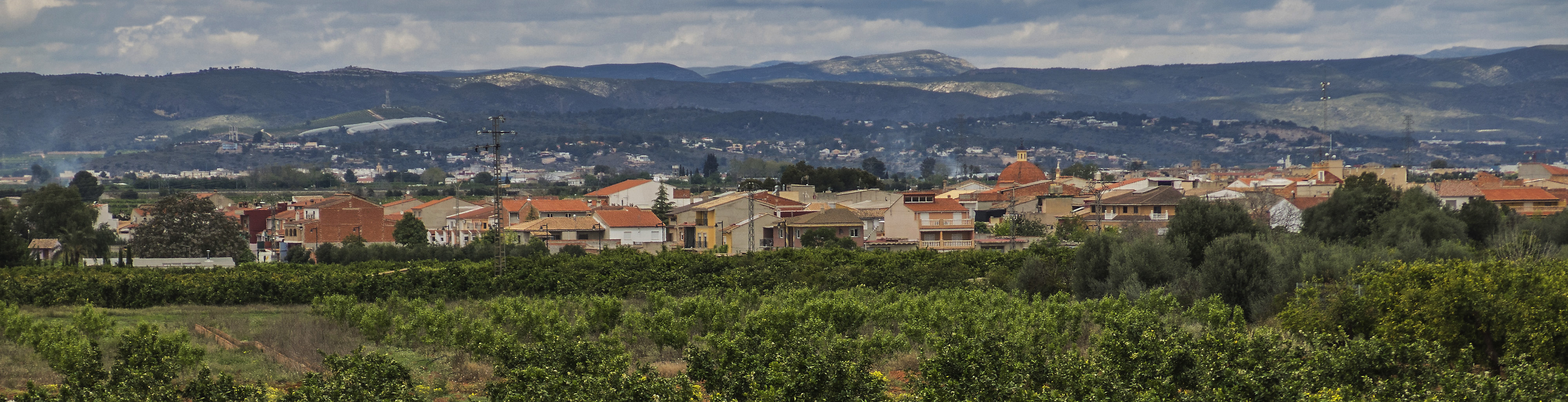
Vista panoràmica de Rafelguaraf